# Jens Langeneke
Jens Langeneke (Lippstadt, 29 marzo 1977) è un ex calciatore tedesco, di ruolo difensore.